# Dalechampia attenuistylus
Dalechampia attenuistylus är en törelväxtart som beskrevs av Armbr.. Dalechampia attenuistylus ingår i släktet Dalechampia och familjen törelväxter. Inga underarter finns listade i Catalogue of Life.